# Фахад ел Мувалад
Фахад Мосаед ел Мувалад  (арап. فهد المولد‎, романизовано Fahad Mosaed Al-Muwallad; Џеда, 14. септембар 1994) професионални је саудијски фудбалер који игра у средини терена на позицији бочног везног играча.

## Клупска каријера
Професионалну каријеру започео је у редовима екипе Ал Итихад из Џедеа у саудијском првенству, а за први тим је дебитовао у фебруару 2012. као шеснаестогодишњи младић. 
У јануару 2018. одлази на полугодишњу позајмицу у шпански Леванте за који је одиграо тек неколико минута у две првенствене утакмице против Леганеса и Селте. 

## Репрезентативна каријера
За сениорску репрезентацију Саудијске Арабије дебитовао је 14. октобра 2012. у пријатељској утакмици против селекције Конга. Два месеца касније постиже и први погодак у националном дресу, на утакмици Заливског купа против селекције Јемена одиграној 9. јануара 2013. године.
Био је део националног тима и на Светском првенству 2018. у Русији, где је одиграо све три утакмице у групи А.

## Успеси и признања
ФК Ал Итихад
- Саудијски куп (1): 2012/13.
- Саудијски куп престолонаследника (1): 2016/17.